# Miss Universo 2006

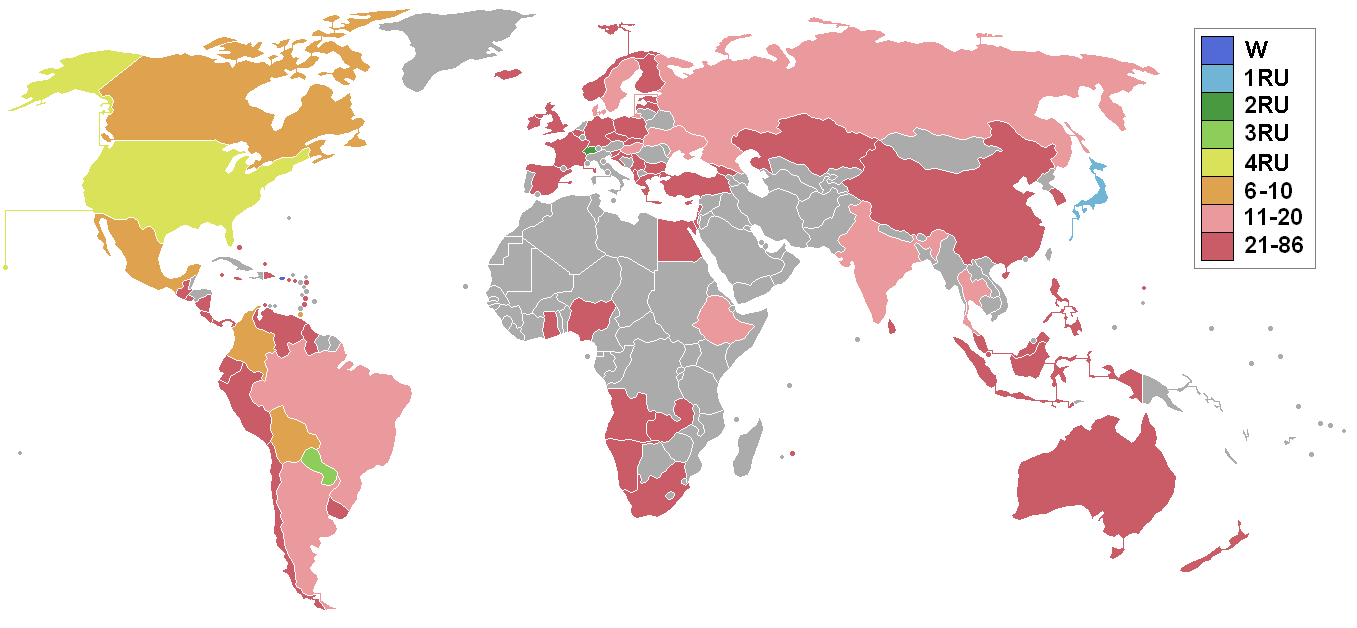
Miss Universo 2006. Le nazioni partecipanti ed i risultati.

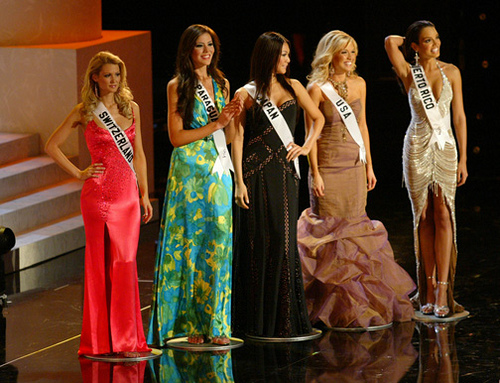
Un momento del concorso.

Miss Universo 2006, cinquantacinquesima edizione di Miss Universo, si è tenuta presso lo Shrine Auditorium di Los Angeles negli Stati Uniti d'America il 23 luglio 2006. L'evento è stato presentato da Nancy O'Dell, Carlos Ponce, Carson Kressley e Shandi Finnessey. Zuleyka Rivera, Miss Porto Rico, è stata incoronata Miss Universo 2006 dalla detentrice del titolo uscente, la canadese Natalie Glebova.

## Risultati

### Piazzamenti
| Risultato finale   | Concorrente |
| ------------------ | --- |
| Miss Universo 2006 | - Porto Rico - Zuleyka Rivera |
| 2ª classificata    | - Giappone - Kurara Chibana |
| 3ª classificata    | - Svizzera - Lauriane Gilliéron |
| 4ª classificata    | - Paraguay - Lourdes Arévalos |
| 5ª classificata    | - Stati Uniti - Tara Conner |
| Top 10             | - Bolivia - Desiree Durán - Canada - Alice Panikian - Colombia - Valerie Domínguez - Messico - Priscila Perales - Trinidad e Tobago - Kenisha Thom |
| Top 20             | - Argentina - Magalí Romitelli - Brasile - Rafaela Zanella - Danimarca - Betina Faurbye - Etiopia - Dina Fekadu - India - Neha Kapur - Russia - Anna Litvinova - Svezia - Josephine Alhanko - Thailandia - Charm Osathanond - Ucraina - Inna Tsymbalyuk - Ungheria - Adrienn Bende |

### Riconoscimenti speciali
| Riconoscimento        | Concorrente                    |
| --------------------- | ------------------------------ |
| Best National Costume | - Giappone - Kurara Chibana    |
| Miss Congeniality     | - Ghana - Angela Asare         |
| Miss Photogenic       | - Filippine - Lia Andrea Ramos |

## Giudici della trasmissione televisiva
Le seguenti celebrità hanno fatto da giudici durante la serata finale:
- James Lesure - Attore.
- Claudia Jordan - Modella e Miss USA 1997.
- Sean Yazbeck - Vincitore del reality show The Apprentice.
- Amelia Vega - Miss Universo 2003.
- Emmitt Smith - Ex giocatore dei Dallas Cowboys.
- Marc Cherry - Sceneggiatore e produttore.
- Tom Green - Attore e comico.
- María Celeste Arrarás - Conduttrice televisiva di Telemundo.
- Patrick McMullan - Fotografo.
- Bridgette Wilson-Sampras - Attrice e Miss Teen USA 1990.
- Santino Rice - Finalista di Project Runway.

## Musiche di sottofondo
- Chelo - Cha Cha (dal vivo): Competizione in costume da bagno.
- Vittorio Grigolo - Bedshaped (dal vivo): Competizione in abito da sera.

## Concorrenti
- Albania - Eralda Hitaj
- Angola - Isménia Júnior
- Antigua e Barbuda - Shari McEwan
- Argentina - Magalí Romitelli
- Aruba - Melissa Laclé
- Australia - Erin McNaught
- Bahamas - Samantha Carter
- Belgio - Tatiana Silva
- Bolivia - Desiree Durán
- Brasile - Rafaela Zanella
- Bulgaria - Galena Dimova
- Canada - Alice Panikian
- Cile - Belén Montilla
- Cina - Gao Yinghui
- Cipro - Elena Ierodiakonou
- Colombia - Valerie Domínguez
- Corea del Sud - Kim Joo-hee
- Costa Rica - Fabriella Quesada
- Croazia - Biljana Mančić
- Danimarca - Betina Faurbye
- Ecuador - Catalina "Katty" López
- Egitto - Fawzia Mohamed
- El Salvador - Rebeca Iraheta
- Estonia - Kirke Klemmer
- Etiopia - Dina Fekadu
- Filippine - Lia Andrea Ramos
- Finlandia - Ninni Laaksonen
- Francia - Alexandra Rosenfeld
- Georgia - Ekaterine Buadze
- Germania - Natalie Ackermann
- Ghana - Angela Asare
- Giamaica - Cindy Wright
- Giappone - Kurara Chibana
- Grecia - Olympia Hopsonidou
- Guatemala - Jackelinne Piccinini
- Guyana - Alana Ernest
- India - Neha Kapur
- Indonesia - Nadine Chandrawinata
- Irlanda - Melanie Boreham
- Islanda - Sif Aradóttir
- Isole Cayman - Ambuyah Ebanks
- Isole Marianne Settentrionali - Shequita Bennett
- Isole Vergini Americane - JeT'aime Cerge
- Israele - Anastacia Entin
- Kazakistan - Dina Nuraliyeva
- Lettonia - Sanita Kubliņa
- Libano - Gabrielle Bou Rached
- Malaysia - Melissa Ann Tan
- Mauritius - Isabelle Antoo
- Messico - Priscila Perales
- Namibia - Anna Nashandi
- Nicaragua - Cristiana Frixione
- Nigeria - Tienepre Oki
- Norvegia - Martine Jonassen
- Nuova Zelanda - Elizabeth Gray
- Panama - María Alessandra Mezquita
- Paraguay - Lourdes Arévalos
- Perù - Fiorella Viñas
- Polonia - Francys Sudnicka
- Porto Rico - Zuleyka Rivera
- Regno Unito - Julie Doherty
- Rep. Ceca - Renata Langmannová
- Rep. Dominicana - Mía Taveras
- Russia - Anna Litvinova
- Serbia e Montenegro - Nada Milinić
- Singapore - Carol Cheong
- Slovacchia - Judita Hrubyová
- Slovenia - Nataša Pinoza
- Spagna - Elisabeth Reyes
- Sri Lanka - Jacqueline Fernandez
- Saint Vincent e Grenadine - Shivern Peters
- Saint Lucia - Sascha Andrew-Rose
- Sint Maarten - Gisella Hilliman
- Stati Uniti - Tara Conner
- Sudafrica - Thuli Sithole
- Svezia - Josephine Alhanko
- Svizzera - Lauriane Gilliéron
- Thailandia - Charm Osathanond
- Trinidad e Tobago - Kenisha Thom
- Turchia - Ceyla Kirazlı
- Turks e Caicos - Shaveena Been
- Ucraina - Inna Tsymbalyuk
- Ungheria - Adrienn Bende
- Uruguay - Fatimih Dávila
- Venezuela - Jictzad Viña
- Zambia - Mofya Chisenga

## Trasmissioni internazionali
Alcuni canali televisivi al di fuori degli Stati Uniti d'America, come la NBC o Telemundo hanno trasmesso l'evento dal vivo nei rispettivi territori.
- Argentina: TNT
- Brasile: Rede Bandeirantes e TNT
- Cile: TNT
- Colombia: Caracol e TNT
- Ecuador: Gamavision e TNT
- Filippine: RPN-9
- Francia: Paris Première
- Messico: Televisa e TNT
- Panama: Telemetro e TNT
- Perù: ATV
- Porto Rico: Telemundo
- Rep. Dominicana: TNT
- Stati Uniti (paese ospitante): NBC e Telemundo
- Thailandia: Channel 7
- Venezuela:  Venevisión and TNT